# Эгюий (Верхние Альпы)
Эгюи́й (фр. Aiguilles, окс. Agulhas) — коммуна во Франции, находится в регионе Прованс — Альпы — Лазурный Берег. Департамент коммуны — Верхние Альпы. Административный центр кантона Эгюий. Округ коммуны — Бриансон.
Код INSEE коммуны — 05003.

## Население
Население коммуны на 2008 год составляло 419 человек.
| 1936 | 1954 | 1962 | 1968 | 1975 | 1982 | 1990 | 1999 | 2008 |
| ---- | ---- | ---- | ---- | ---- | ---- | ---- | ---- | ---- |
| 324  | 300  | 248  | 249  | 275  | 310  | 377  | 441  | 419  |

## Экономика
В 2007 году среди 265 человек в трудоспособном возрасте (15—64 лет) 180 были экономически активными, 85 — неактивными (показатель активности — 67,9 %, в 1999 году было 66,7 %). Из 180 активных работали 174 человека (82 мужчины и 92 женщины), безработных было 6 (3 мужчин и 3 женщины). Среди 85 неактивных 9 человек были учениками или студентами, 28 — пенсионерами, 48 были неактивными по другим причинам.

## Достопримечательности
- Приходская церковь Св. Иоанна Крестителя, перестроена в XVII веке, восстановлена в XIX веке.
- Часовня Сакре-Кёр, построена в XVIII веке рядом с приходской церковью. Возможно была часовней Братства кающихся[англ.].
- Мэрия, построенная в 1892 году.

## Фотогалерея
- Колокольня
- Мэрия
- Солнечные часы
- Карта коммуны